# Vera Constantinovna de Rusia
Vera Constantínovna de Rusia (en ruso: Вера Константиновна; Pávlovsk, 24 de abril de 1906-Nueva York, 15 de enero de 2001) fue una princesa imperial de Rusia, hija del gran duque Constantino Constantínovich de Rusia y de Isabel de Sajonia-Altenburgo.

## Infancia
Cuando comenzó la Primera Guerra Mundial, Vera contaba con ocho años de edad y se encontraba con sus padres y su hermano pequeño en Alemania, en casa de su familia materna en Altemburgo. Por el estado de beligerancia entre Alemania y Rusia, fueron retenidos como prisioneros. Solo consiguieron volver a Rusia gracias a la intervención de la emperatriz alemana Augusta Victoria de Schleswig-Holstein. Los hermanos de Vera se integraron en el Ejército Imperial Ruso. Durante la guerra, su hermano Oleg Constantínovich murió en combate 22 de octubre de 1914 en Vilna, en Lituania. Esta muerte fue la primera de una larga serie de decesos violentos que sufrió su familia.

## Revolución rusa
Los bolcheviques apresaron a sus hermanos durante la Revolución y solo liberaron al príncipe Gabriel. Tres de sus hermanos Ígor, Iván y Constantino, fueron asesinados en Alapáyevsk, en los Urales, con otros miembros de la familia imperial el 18 de julio de 1918. Durante el período del gobierno provisional, Vera, su madre y su hermano Jorge permanecieron en la ciudad de Pávlovsk, donde tuvieron una existencia muy precaria. En octubre de 1918, los tres fueron autorizados a abandonar el país. Embarcaron en el buque sueco Angermanland. En Estocolmo fueron recibidos por el rey Gustavo V de Suecia en persona, que los acogió en el palacio real.

## El exilio
Durante varios años vivieron en Suecia, pero sus recursos no les permitían hacer frente al alza de precios. Invitados por el rey Alberto I de Bélgica, se trasladaron a ese país. Más adelante se instalaron en Altemburgo, ciudad de origen de la princesa Isabel. Esta murió el 24 de marzo de 1927 en Leipzig, víctima de un cáncer. Su hijo Jorge se instaló en Nueva York, donde murió el 7 de noviembre de 1938. 
Cuando finalizó la Segunda Guerra Mundial, los soviéticos invadieron Alemania del Este. Vera se refugió en Hamburgo, en Alemania Occidental. La princesa siempre tuvo el estatuto de apátrida, y durante toda su vida solo tuvo el pasaporte Nansen, que le permitió desplazarse fácilmente, pero sin beneficiarse de la protección de ningún estado. Siempre rechazó la posibilidad, varias veces ofrecida, de adoptar otra nacionalidad, diciendo que ella solo era rusa. 
En 1951, Vera se instaló en Estados Unidos. En Nueva York, encabezó muchas obras de caridad. Vera se mostró reacia a la canonización de sus hermanos y otros miembros de su familia por parte de la Iglesia ortodoxa rusa. 
Sus hermanos sobrevivientes la precedieron en la muerte:
- Gabriel Constantínovich, falleció el 28 de febrero de 1955, sin descendientes.
- Jorge Constantínovich, falleció el 7 de julio de 1938, sin descendientes.
- Tatiana Constantínova, que se unió a una congregación de monjas. Murió en un monasterio de Jerusalén el 28 de agosto de 1970.

Vera siempre tuvo un aura de "historia viviente" al ser el último miembro de la familia Románov que aún recordaba cómo había sido la Rusia imperial, por lo cual durante todo su exilio contó a los emigrados nostálgicos de las "épocas más felices".
Murió en la Fondation Tolstoï para personas ancianas, el 15 de enero de 2001, a los noventa y cuatro años de edad.
Fue enterrada junto a su hermano, Jorge, en el cementerio del monasterio ortodoxo ruso de Novo-Diveyo, en Nanuet, cerca de Nueva York.
En la primavera del 2007, el Palacio Pávlovsk, donde nació Vera, organizó una exposición sobre ella y su familia en el 101º aniversario de su nacimiento.

## Títulos y tratamientos
Esta tabla aún no está actualizada. Puedes contribuir aportando información sobre títulos y tratamientos de esta persona.
- Datos: Q269263
- Multimedia: Vera Konstantinovna Romanova / Q269263